# Marianne Klussmann
Marianne Klussmann (* 12. Dezember 1932; † 31. Oktober 2022) war eine deutsche Fernseh-, Rundfunk- und Synchronsprecherin. Ihre Stimme war bekannt aus zahlreichen Sendungen des DDR-Fernsehens, des DDR-Rundfunks, aus Zeichentrickfilmen und von Kinderschallplatten. Sie lebte in Berlin.

## Hörspiele
- 1965: Jiří Ciřkl/Jindřich Polák: Ferdinands Zauberhäuschen (Tänzerin Belinde) – Regie: Theodor Popp (Kinderhörspiel – Litera)
- 1966: Denis Diderot: Die Nonne – Regie: Edgar Kaufmann (Hörspiel – Rundfunk der DDR)
- 1966: Nikolai Nossow: Nimmerklug im Knirpsenland (Schneeglöckchen) – Regie: Ingeborg Milster (Kinderhörspiel – Rundfunk der DDR)
- 1970: Anita Heiden-Berndt: Licht in der Stanitza (Frau) – Regie: Manfred Täubert (Kinderhörspiel – Rundfunk der DDR)
- 1970: Jiří Vršťala: Ferdinand, paß auf! (Angelika) – Regie: Jiří Vršťala (Kinderhörspiel – Litera)
- 1972: Gerd Bieker: Festraketen (Pionierleiterin) – Regie: Maritta Hübner (Kinderhörspiel – Rundfunk der DDR)
- 1973: Gisela Richter-Rostalski: Denkt lieber an Ewald (Ecke) – Regie: Manfred Täubert (Kinderhörspiel – Rundfunk der DDR)
- 1973: Gotthold Gloger: Der Mann mit dem Goldhelm (Karen) – Regie: Renate Thormelen (Kinderhörspiel – Rundfunk der DDR)
- 1974: Alexander Wolkow: Der Zauberer der Smaragdenstadt (Mutter) – Regie: Maritta Hübner (Kinderhörspiel – Rundfunk der DDR)
- 1976: Heinrich von Kleist: Prinz Friedrich von Homburg – Regie: Joachim Staritz (Hörspiel – Rundfunk der DDR)
- 1985: Brüder Grimm: Zaunkönig (Krähe) – Regie: Uwe Haacke (Kinderhörspiel – Rundfunk der DDR)